# The Flash (TV-serie, 1990)
The Flash är en amerikansk TV-serie från 1990, baserad på de tecknade serierna om The Flash (Blixten) från DC Comics och sändes i 22 avsnitt av CBS, 1990-1991. Serien nådde måttlig framgång och lades ner efter en säsong.